# Lucy Smith (Rechtswissenschaftlerin)
Lucy Caroline Smith (* 12. Oktober 1934 in Oslo als Lucy Caroline Dahl; † 27. August 2013) war eine norwegische Juristin, Hochschullehrerin und Frauenrechtlerin. Von 1993 bis 1998 war sie die Rektorin der Universität Oslo.

## Leben
Nach Abschluss des sogenannten Embetseksamen, das für eine Anstellung in gewissen staatlichen Bereichen benötigt wurde, begann sie 1959 für zwei Jahre in der Rechtsabteilung des norwegischen Außenministeriums zu arbeiten. Bis 1965 war sie zudem als wissenschaftliche Assistentin und in einer Ausbildungsanstellung als Richterin tätig. Im Jahr 1965 wurde sie Dozentin an der juristischen Fakultät der Universität Oslo.

### Promotion und Forschung
Smith entwickelte sich zum Ende der 1970er-Jahre hin zu einer der Pioniere im Bereich des Kinderrechts. 1981 erhielt sie als erste Frau Norwegens einen Doktortitel im Bereich der Rechtswissenschaften. Ihre Doktorarbeit schrieb sie über die Eltern-Kind-Beziehung betreffende Rechtsfragen. Smith analysierte unter anderem, wie die unterschiedlichen Gerichtsinstanzen das Sorgerecht erteilten. So zeigten ihre Untersuchungen, dass der Oberste Gerichtshof häufiger den Vätern das Sorgerecht zusprach als andere Instanzen dies taten. Ihre Doktorarbeit wurde auch deshalb stark rezipiert, da zu Beginn der 1980er-Jahre eine neue Gesetzgebung in diesem Bereich diskutiert wurde. In den Jahren 1983 bis 1986 war sie Teil des UN-Ausschusses für die Beseitigung der Diskriminierung der Frau.
Neben ihrer Betätigung im Familien- und Kinderrecht arbeitete sie auch innerhalb des Börsen- und Wertpapierrechts neue Gesetze aus. Smith erklärte die eher ungewöhnliche Kombination damit, dass im Kinderrecht zu viele Gefühle involviert seien, weshalb das Börsenrecht ein guter Ausgleich gewesen sei.

### Professur
Im Jahr 1987 wurde Smith die erste Frau, die eine Professur für Rechtswissenschaften an der Universität Oslo übernahm. Sie setzte sich dort gemeinsam mit Anders Bratholm und Tove Stang Dahl dafür ein, dass Kinderrecht zu einem neuen Fach wurde. Nach ihrer Wahl im Herbst 1992 ernannte man sie 1993 zur Rektorin der Osloer Universität, womit sie als erste Frau Norwegens den Rektorposten an einer Universität übernahm. Sie war zudem Leiterin des norwegischen Universitätsrates und Vizepräsidentin der European University Association. 1998 endete ihre Zeit als Rektorin. 2003 wurde sie Mitglied im UN-Ausschuss für die Rechte des Kindes.
In den 1980er-Jahren war sie Teil der Fernsehsendung Kvitt eller dobbelt im norwegischen Rundfunk Norsk rikskringkasting (NRK). Des Weiteren übernahm Smith auch Rollen im Wirtschafts- und Kulturbereich. Im Jahr 2010 wurde ein Verwaltungsgebäude der Universität Oslo nach ihr Lucy Smiths hus benannt. Sie verstarb im August 2013. Smith war mit dem Juristen Carsten Smith verheiratet und hatte drei Kinder. In ihrer Freizeit betrieb sie unter anderem Radsport und absolvierte mehrfach den Radmarathon Den Store Styrkeprøven, eine Fahrt von Trondheim nach Oslo.

## Auszeichnungen
- 1994: Sankt-Olav-Orden (Komtur)
- Nordstern-Orden (Kommandeur)
- Ehrendoktorin der Universität Kopenhagen
- Mitglied der Norwegischen Akademie der Wissenschaften
- Ehrenpreis der UNICEF (2003)

## Werke (Auswahl)
- 1975: Kvinnerett – mål og midler
- 1980: Foreldremyndighet og barnerett
- 1981: Barn og foreldre
- 1982: Norsk rett og folkeretten
- 1988: Kampen om aksjemarkedet
- 1991: Barn, foreldre og menneskerettigheter
- 1991: Parents and Children
- 1993: Kjøps- avtale- og pengekravsrett
- 2002: Den første kjærligheten – universitetet den gang og nå